# اچ‌اس‌بی‌سی بانک مالزی
اچ‌اس‌بی‌سی بانک مالزی (انگلیسی: HSBC Bank Malaysia) شرکت خدمات مالی و بانکداری مالزیایی است، که در سال ۱۸۸۴ تأسیس شد.